# قوم مینانگ‌کابائو
قوم مینانگ‌کابائو یکی از اقوام اندونزی است که اکثراً در ارتفاعات مینانگ‌کابائو در سوماترای غربی زندگی می‌کنند. زبان اکثر این مردم، زبان مینانگ‌کابائو است.